# Blommenslyst
Blommenslyst är en tätort i Odense kommun i Region Syddanmark i Danmark. Tätorten har 556 invånare (2024). Den ligger på Fyn, cirka 8 kilometer väster om Odense.